# Canada ai XXIII Giochi olimpici invernali
Il Canada ha partecipato ai XXIII Giochi olimpici invernali, che si sono svolti dal 9 al 25 febbraio 2018 a Pyeongchang in Corea del Sud, con una delegazione composta da 227 atleti, di cui 103 donne e 124 uomini.

## Medaglie
| Riepilogo quotidiano | Riepilogo quotidiano | Riepilogo quotidiano | Riepilogo quotidiano | Riepilogo quotidiano | Riepilogo quotidiano |
| -------------------- | -------------------- | -------------------- | -------------------- | -------------------- | -------------------- |
| Giorno               | Data                 |                      |                      |                      | Totale               |
| 1º                   | 10                   | 0                    | 0                    | 0                    | 0                    |
| 2º                   | 11                   | 0                    | 3                    | 1                    | 4                    |
| 3º                   | 12                   | 2                    | 1                    | 0                    | 3                    |
| 4º                   | 13                   | 1                    | 0                    | 2                    | 3                    |
| 5º                   | 14                   | 0                    | 0                    | 0                    | 0                    |
| 6º                   | 15                   | 1                    | 1                    | 1                    | 3                    |
| 7º                   | 16                   | 0                    | 0                    | 0                    | 0                    |
| 8º                   | 17                   | 1                    | 0                    | 1                    | 2                    |
| 9º                   | 18                   | 0                    | 0                    | 1                    | 1                    |
| 10º                  | 19                   | 1                    | 0                    | 0                    | 1                    |
| 11º                  | 20                   | 2                    | 0                    | 0                    | 2                    |
| 12º                  | 21                   | 1                    | 0                    | 1                    | 2                    |
| 13º                  | 22                   | 0                    | 2                    | 1                    | 3                    |
| 14º                  | 23                   | 1                    | 1                    | 1                    | 3                    |
| 15º                  | 24                   | 1                    | 0                    | 0                    | 1                    |
| 16º                  | 25                   | 0                    | 0                    | 1                    | 1                    |
| Totale               | Totale               | 11                   | 8                    | 10                   | 29                   |

### Medagliere per discipline
| Sport                   | Oro | Argento | Bronzo | Totale |
| ----------------------- | --- | ------- | ------ | ------ |
| Freestyle               | 4   | 2       | 1      | 7      |
| Pattinaggio di figura   | 2   | 0       | 2      | 4      |
| Pattinaggio di velocità | 1   | 1       | 0      | 2      |
| Snowboard               | 1   | 2       | 1      | 4      |
| Curling                 | 1   | 0       | 0      | 1      |
| Short track             | 1   | 1       | 3      | 5      |
| Slittino                | 0   | 1       | 1      | 2      |
| Bob                     | 1   | 0       | 1      | 2      |
| Hockey su ghiaccio      | 0   | 1       | 1      | 2      |
| Totale                  | 11  | 8       | 10     | 29     |

### Medaglie d'oro
| Medaglia | Nome                                                                                                  | Sport                   | Evento              |
| -------- | --- | ----------------------- | ------------------- |
| Oro      | Mikaël Kingsbury                                                                                      | Freestyle               | Gobbe maschile      |
| Oro      | Patrick Chan Meagan Duhamel / Eric Radford Tessa Virtue / Scott Moir Kaetlyn Osmond Gabrielle Daleman | Pattinaggio di figura   | Gara a squadre      |
| Oro      | Kaitlyn Lawes John Morris                                                                             | Curling                 | Doppio misto        |
| Oro      | Ted-Jan Bloemen                                                                                       | Pattinaggio di velocità | 10000 m maschile    |
| Oro      | Samuel Girard                                                                                         | Short track             | 1000 m maschile     |
| Oro      | Justin Kripps / Alexander Kopacz                                                                      | Bob                     | Bob a due maschile  |
| Oro      | Tessa Virtue / Scott Moir                                                                             | Pattinaggio di figura   | Danza su ghiaccio   |
| Oro      | Cassie Sharpe                                                                                         | Freestyle               | Halfpipe femminile  |
| Oro      | Brady Leman                                                                                           | Freestyle               | Ski cross maschile  |
| Oro      | Kelsey Serwa                                                                                          | Freestyle               | Ski cross femminile |
| Oro      | Sebastien Toutant                                                                                     | Snowboard               | Big air maschile    |

### Medaglie d'argento
| Medaglia | Nome                                                  | Sport                   | Evento               |
| -------- | ----------------------------------------------------- | ----------------------- | -------------------- |
| Argento  | Justine Dufour-Lapointe                               | Freestyle               | Gobbe femminile      |
| Argento  | Ted-Jan Bloemen                                       | Pattinaggio di velocità | 5000 m maschile      |
| Argento  | Laurie Blouin                                         | Snowboard               | Slopestyle femminile |
| Argento  | Maxence Parrot                                        | Snowboard               | Slopestyle maschile  |
| Argento  | Alex Gough Samuel Edney Tristan Walker / Justin Snith | Slittino                | Gara a squadre       |
| Argento  | Canada                                                | Hockey su ghiaccio      | Torneo femminile     |
| Argento  | Kim Boutin                                            | Short track             | 1000 m femminile     |
| Argento  | Brittany Phelan                                       | Freestyle               | Ski cross femminile  |

### Medaglie di bronzo
| Medaglia | Nome                                                       | Sport                 | Evento                    |
| -------- | ---------------------------------------------------------- | --------------------- | ------------------------- |
| Bronzo   | Mark McMorris                                              | Snowboard             | Slopestyle maschile       |
| Bronzo   | Kim Boutin                                                 | Short track           | 500 m femminile           |
| Bronzo   | Alex Gough                                                 | Slittino              | Singolo femminile         |
| Bronzo   | Meagan Duhamel / Eric Radford                              | Pattinaggio di figura | Coppie                    |
| Bronzo   | Kim Boutin                                                 | Short track           | 1500 m femminile          |
| Bronzo   | Alex Beaulieu-Marchand                                     | Freestyle             | Slopestyle maschile       |
| Bronzo   | Kaillie Humphries / Phylicia George                        | Bob                   | Bob a due femminile       |
| Bronzo   | Samuel Girard Charles Hamelin Charle Cournoyer Pascal Dion | Short track           | 5000 m staffetta maschile |
| Bronzo   | Kaetlyn Osmond                                             | Pattinaggio di figura | Singolo femminile         |
| Bronzo   | Canada                                                     | Hockey su ghiaccio    | Torneo maschile           |

## Biathlon

### Maschile
Il Canada ha diritto a schierare 5 atleti in seguito ad aver terminato tra la sesta e la ventesima posizione del ranking maschile per nazioni della Coppa del Mondo di biathlon 2017.
| Gara                 | Atleta                                            | Penalità    | Tempo d'arrivo | Posizione |
| -------------------- | ------------------------------------------------- | ----------- | -------------- | --------- |
| 10 km sprint         | Christian Gow                                     | 3 (2+1)     | 25'53"5        | 62º       |
| 10 km sprint         | Scott Gow                                         | 4 (4+0)     | 25'52"8        | 61º       |
| 10 km sprint         | Brendan Green                                     | 3 (0+3)     | 26'48"0        | 82º       |
| 10 km sprint         | Nathan Smith                                      | 1 (1+0)     | 25'22"3        | 44º       |
| 12,5 km inseguimento | Nathan Smith                                      | 4 (0+0+1+3) | 38'58"2        | 54º       |
| 20 km individuale    | Christian Gow                                     | 2 (1+0+0+1) | 51'01"0        | 26º       |
| 20 km individuale    | Scott Gow                                         | 1 (0+0+0+1) | 50'06"3        | 14º       |
| 20 km individuale    | Brendan Green                                     | 1 (0+0+0+1) | 50'30"4        | 22º       |
| 20 km individuale    | Nathan Smith                                      | 5 (0+1+4+0) | 56'15"7        | 81º       |
| Staffetta 4x7,5 km   | Christian Gow Scott Gow Macx Davies Brendan Green | 12 (1+11)   | 1h20'56"8      | 11ª       |

### Femminile
Il Canada ha diritto a schierare 5 atlete in seguito ad aver terminato tra la sesta e la ventesima posizione del ranking femminile per nazioni della Coppa del Mondo di biathlon 2017.
| Gara               | Atleta                                                  | Penalità    | Tempo d'arrivo | Posizione |
| ------------------ | ------------------------------------------------------- | ----------- | -------------- | --------- |
| 7,5 km sprint      | Rosanna Crawford                                        | 3 (1+2)     | 23'29"2        | 53ª       |
| 7,5 km sprint      | Emma Lunder                                             | 2 (0+2)     | 23'30"4        | 54ª       |
| 7,5 km sprint      | Julia Ransom                                            | 1 (0+1)     | 23'15"0        | 40ª       |
| 7,5 km sprint      | Megan Tandy                                             | 2 (1+1)     | 23'42"8        | 57ª       |
| 10 km inseguimento | Rosanna Crawford                                        | 2 (0+0+1+1) | 33'03"0        | 19ª       |
| 10 km inseguimento | Emma Lunder                                             | 4 (0+1+1+2) | 36'52"1        | 53ª       |
| 10 km inseguimento | Julia Ransom                                            | 1 (0+0+0+1) | 33'38"3        | 28ª       |
| 10 km inseguimento | Megan Tandy                                             | DNS         | DNS            | DNS       |
| 15 km individuale  | Sarah Beaudry                                           | 1 (0+1+0+0) | 45'05"6        | 29ª       |
| 15 km individuale  | Rosanna Crawford                                        | 2 (2+0+0+0) | 44'55"9        | 26ª       |
| 15 km individuale  | Emma Lunder                                             | 3 (0+1+1+1) | 46'56"6        | 54ª       |
| 15 km individuale  | Julia Ransom                                            | 5 (1+1+2+1) | 46'38"9        | 74ª       |
| Staffetta 4x6 km   | Sarah Beaudry Julia Ransom Emma Lunder Rosanna Crawford | 12 (1+11)   | 1h13'36"8      | 10ª       |

### Gare miste
| Gara                        | Atleti                                                    | Penalità | Tempo d'arrivo | Posizione |
| --------------------------- | --------------------------------------------------------- | -------- | -------------- | --------- |
| Staffetta 2x6 km + 2x7,5 km | Rosanna Crawford Julia Ransom Brendan Green Christian Gow | 9 (0+9)  | 1h11'11"0      | 12ª       |

## Bob
Il Canada ha qualificato nel bob tre equipaggi per disciplina per un totale di diciotto atleti, dodici uomini e sei donne.
| Gara                   | Equipaggio                                                      | 1ª manche | 2ª manche | 3ª manche | 4ª manche | Totale  | Posizione |
| ---------------------- | --------------------------------------------------------------- | --------- | --------- | --------- | --------- | ------- | --------- |
| Bob a due femminile    | Christine de Bruin Melissa Lotholz                              | 50"94     | 50"91     | 50"75     | 51"29     | 3'23"89 | 7         |
| Bob a due femminile    | Kaillie Humphries Phylicia George                               | 50"72     | 50"88     | 50"52     | 50"77     | 3'22"89 |           |
| Bob a due femminile    | Alysia Rissling Heather Moyse                                   | 50"81     | 50"95     | 50"83     | 51"04     | 3'23"63 | 6         |
| Bob a due maschile     | Justin Kripps Alexander Kopacz                                  | 49"10     | 49"39     | 49"09     | 49"28     | 3'16"86 |           |
| Bob a due maschile     | Nick Poloniato Jesse Lumsden                                    | 49"48     | 49"48     | 49"33     | 49"45     | 3'17"74 | 7         |
| Bob a due maschile     | Christopher Spring Lascelles Brown                              | 49"38     | 49"58     | 49"56     | 49"72     | 3'18"24 | 10        |
| Bob a quattro maschile | Justin Kripps Jesse Lumsden Alexander Kopacz Oluseyi Smith      | 48"85     | 49"28     | 48"95     | 49"61     | 3'16"69 | 6         |
| Bob a quattro maschile | Nick Poloniato Cameron Stones Joshua Kirkpatrick Ben Coakwell   | 49"40     | 49"23     | 49"51     | 49"67     | 3'17"81 | 12        |
| Bob a quattro maschile | Christopher Spring Lascelles Brown Bryan Barnett Neville Wright | 49"06     | 49"54     | 49"46     | 49"86     | 3'17"96 | 16        |

## Curling

### Torneo maschile
Il Canada ha diritto a partecipare al torneo maschile di curling in seguito aver concluso tra le prime sette posizioni nel ranking per la qualificazione alle Olimpiadi..
| Canada Skip: Kevin Koe Third: Marc Kennedy Second: Brent Laing Lead: Ben Hebert Alternate: Scott Pfeifer |
| --- |

#### Robin round
Risultati
| Sessione | Squadre       | Finale | 1 | 2 | 3 | 4 | 5 | 6 | 7 | 8 | 9 | 10 | 11   |
| -------- | ------------- | ------ | - | - | - | - | - | - | - | - | - | -- | ---- |
| 1        | Canada        | 5      | 0 | 0 | 0 | 0 | 1 | 1 | 0 | 2 | 0 | 1  | N.D. |
| 1        | Italia        | 3      | 0 | 0 | 0 | 1 | 0 | 0 | 1 | 0 | 1 | 0  | N.D. |
| 2        | Canada        | 6      | 2 | 0 | 2 | 0 | 0 | 0 | 1 | 0 | 0 | 1  | N.D. |
| 2        | Gran Bretagna | 4      | 0 | 1 | 0 | 1 | 0 | 1 | 0 | 0 | 1 | 0  | N.D. |
| 3        | Norvegia      | 4      | 0 | 1 | 1 | 0 | 0 | 2 | 0 | 0 | 0 | X  | N.D. |
| 3        | Canada        | 7      | 2 | 0 | 0 | 0 | 1 | 0 | 1 | 1 | 2 | X  | N.D. |
| 4        | Canada        | 7      | 0 | 0 | 3 | 0 | 1 | 0 | 2 | 1 | 0 | 0  | N.D. |
| 4        | Corea del Sud | 6      | 0 | 1 | 0 | 1 | 0 | 1 | 0 | 0 | 2 | 1  | N.D. |
| 5        | Canada        | 2      | 0 | 2 | 0 | 0 | 0 | 0 | 0 | 0 | 0 | X  | N.D. |
| 5        | Svezia        | 5      | 0 | 0 | 0 | 0 | 2 | 2 | 0 | 1 | 0 | X  | N.D. |
| 6        | Svizzera      | 8      | 4 | 0 | 1 | 0 | 2 | 0 | 0 | 0 | 1 | X  | N.D. |
| 6        | Canada        | 6      | 0 | 2 | 0 | 1 | 0 | 2 | 1 | 0 | 0 | X  | N.D. |
| 7        | Stati Uniti   | 9      | 1 | 0 | 2 | 0 | 1 | 1 | 0 | 0 | 2 | 0  | 2    |
| 7        | Canada        | 7      | 0 | 2 | 0 | 1 | 0 | 0 | 1 | 1 | 0 | 2  | 0    |
| 8        | Giappone      | 4      | 0 | 2 | 0 | 0 | 1 | 0 | 1 | 0 | 0 | X  | N.D. |
| 8        | Canada        | 8      | 1 | 0 | 2 | 1 | 0 | 2 | 0 | 1 | 1 | X  | N.D. |
| 9        | Danimarca     | 3      | 0 | 1 | 0 | 1 | 0 | 0 | 1 | X | X | X  | N.D. |
| 9        | Canada        | 8      | 4 | 0 | 1 | 0 | 3 | 0 | 0 | X | X | X  | N.D. |

Classifica
| Squadre       | G | V | P | PF | PS |
| ------------- | - | - | - | -- | -- |
| Svezia        | 9 | 7 | 2 | 62 | 43 |
| Canada        | 9 | 6 | 3 | 56 | 46 |
| Stati Uniti   | 9 | 5 | 4 | 67 | 63 |
| Gran Bretagna | 9 | 5 | 4 | 55 | 60 |
| Svizzera      | 9 | 5 | 4 | 60 | 55 |
| Norvegia      | 9 | 4 | 5 | 45 | 54 |
| Corea del Sud | 9 | 4 | 5 | 54 | 59 |
| Giappone      | 9 | 4 | 5 | 48 | 56 |
| Italia        | 9 | 3 | 6 | 50 | 56 |
| Danimarca     | 9 | 2 | 7 | 53 | 70 |

#### Semifinale
| Squadre     | Finale | 1 | 2 | 3 | 4 | 5 | 6 | 7 | 8 | 9 | 10 | 11   |
| ----------- | ------ | - | - | - | - | - | - | - | - | - | -- | ---- |
| Canada      | 3      | 0 | 1 | 0 | 1 | 0 | 0 | 0 | 0 | 1 | 0  | N.D. |
| Stati Uniti | 5      | 0 | 0 | 1 | 0 | 1 | 0 | 0 | 2 | 0 | 1  | N.D. |

#### Finale 3º posto
| Squadre  | Finale | 1 | 2 | 3 | 4 | 5 | 6 | 7 | 8 | 9 | 10 | 11   |
| -------- | ------ | - | - | - | - | - | - | - | - | - | -- | ---- |
| Svizzera | 7      | 0 | 1 | 1 | 0 | 2 | 0 | 2 | 0 | 1 | X  | N.D. |
| Canada   | 5      | 0 | 0 | 0 | 2 | 0 | 1 | 0 | 2 | 0 | X  | N.D. |

### Torneo femminile
Il Canada ha diritto a partecipare al torneo femminile di curling in seguito aver concluso tra le prime sette posizioni nel ranking per la qualificazione alle Olimpiadi..
| Canada Skip: Rachel Homan Third: Emma Miskew Second: Joanne Courtney Lead: Lisa Weagle Alternate: Cheryl Bernard |
| --- |

#### Robin round
Risultati
| Sessione | Squadre                      | Finale | 1 | 2 | 3 | 4 | 5 | 6 | 7 | 8 | 9 | 10 | 11   |
| -------- | ---------------------------- | ------ | - | - | - | - | - | - | - | - | - | -- | ---- |
| 1        | Canada                       | 6      | 0 | 1 | 0 | 0 | 0 | 2 | 1 | 0 | 0 | 2  | N.D. |
| 1        | Corea del Sud                | 8      | 1 | 0 | 0 | 1 | 2 | 0 | 0 | 1 | 3 | 0  | N.D. |
| 2        | Canada                       | 6      | 0 | 0 | 2 | 0 | 1 | 0 | 1 | 1 | 0 | 1  | 0    |
| 2        | Svezia                       | 7      | 2 | 0 | 0 | 1 | 0 | 2 | 0 | 0 | 1 | 0  | 1    |
| 3        | Danimarca                    | 9      | 0 | 0 | 3 | 1 | 0 | 2 | 0 | 0 | 0 | 2  | 1    |
| 3        | Canada                       | 8      | 0 | 2 | 0 | 0 | 4 | 0 | 1 | 1 | 0 | 0  | 0    |
| 4        | Stati Uniti                  | 3      | 0 | 1 | 0 | 1 | 0 | 1 | 0 | X | X | X  | N.D. |
| 4        | Canada                       | 11     | 3 | 0 | 1 | 0 | 3 | 0 | 4 | X | X | X  | N.D. |
| 5        | Canada                       | 10     | 0 | 0 | 2 | 0 | 2 | 0 | 2 | 0 | 3 | 1  | N.D. |
| 5        | Svizzera                     | 8      | 1 | 0 | 0 | 3 | 0 | 3 | 0 | 1 | 0 | 0  | N.D. |
| 6        | Giappone                     | 3      | 0 | 1 | 0 | 0 | 0 | 2 | 0 | X | X | X  | N.D. |
| 6        | Canada                       | 8      | 1 | 0 | 0 | 1 | 4 | 0 | 2 | X | X | X  | N.D. |
| 7        | Canada                       | 5      | 0 | 0 | 1 | 2 | 0 | 1 | 0 | 0 | 1 | 0  | N.D. |
| 7        | Cina                         | 7      | 0 | 2 | 0 | 0 | 3 | 0 | 0 | 1 | 0 | 1  | N.D. |
| 8        | Canada                       | 5      | 0 | 2 | 1 | 0 | 0 | 1 | 0 | 0 | 1 | 0  | N.D. |
| 8        | Gran Bretagna                | 6      | 1 | 0 | 0 | 1 | 0 | 0 | 0 | 2 | 0 | 2  | N.D. |
| 9        | Atleti Olimpici dalla Russia | 8      | 4 | 0 | 1 | 0 | 0 | 0 | 2 | 1 | 0 | 0  | N.D. |
| 9        | Canada                       | 9      | 0 | 2 | 0 | 2 | 1 | 1 | 0 | 0 | 2 | 1  | N.D. |

Classifica
| Squadre                      | G | V | P | PF | PS |
| ---------------------------- | - | - | - | -- | -- |
| Corea del Sud                | 9 | 8 | 1 | 75 | 44 |
| Svezia                       | 9 | 7 | 2 | 64 | 48 |
| Gran Bretagna                | 9 | 6 | 3 | 61 | 56 |
| Giappone                     | 9 | 5 | 4 | 59 | 55 |
| Cina                         | 9 | 4 | 5 | 57 | 65 |
| Canada                       | 9 | 4 | 5 | 68 | 59 |
| Svizzera                     | 9 | 4 | 5 | 60 | 55 |
| Stati Uniti                  | 9 | 4 | 5 | 56 | 65 |
| Atleti Olimpici dalla Russia | 9 | 2 | 7 | 45 | 76 |
| Danimarca                    | 9 | 1 | 8 | 50 | 72 |

### Torneo misto
Il Canada ha diritto a partecipare al torneo misto di curling in seguito aver concluso tra le prime sette posizioni nel ranking per la qualificazione alle Olimpiadi..
| Canada Uomo: John Morris Donna: Kaitlyn Lawes |
| --------------------------------------------- |

#### Robin round
Risultati
| Sessione | Squadre                      | Finale | 1 | 2 | 3 | 4 | 5 | 6 | 7 | 8 | 9    |
| -------- | ---------------------------- | ------ | - | - | - | - | - | - | - | - | ---- |
| 1        | Canada                       | 6      | 1 | 0 | 3 | 0 | 2 | 0 | 0 | 0 | N.D. |
| 1        | Norvegia                     | 9      | 0 | 3 | 0 | 1 | 0 | 2 | 1 | 2 | N.D. |
| 2        | Stati Uniti                  | 4      | 1 | 0 | 1 | 0 | 0 | 1 | 1 | 0 | N.D. |
| 2        | Canada                       | 6      | 0 | 1 | 0 | 1 | 3 | 0 | 0 | 1 | N.D. |
| 3        | Cina                         | 4      | 0 | 2 | 0 | 1 | 0 | 1 | 0 | X | N.D. |
| 3        | Canada                       | 10     | 3 | 0 | 4 | 0 | 1 | 0 | 2 | X | N.D. |
| 4        | Canada                       | 8      | 1 | 0 | 1 | 1 | 0 | 5 | X | X | N.D. |
| 4        | Finlandia                    | 2      | 0 | 1 | 0 | 0 | 1 | 0 | X | X | N.D. |
| 5        | Canada                       | 7      | 0 | 4 | 0 | 1 | 1 | 1 | X | X | N.D. |
| 5        | Svizzera                     | 2      | 1 | 0 | 1 | 0 | 0 | 0 | X | X | N.D. |
| 6        | Atleti Olimpici dalla Russia | 2      | 0 | 0 | 1 | 0 | 1 | 0 | X | X | N.D. |
| 6        | Canada                       | 8      | 3 | 1 | 0 | 2 | 0 | 2 | X | X | N.D. |
| 7        | Canada                       | 7      | 1 | 1 | 0 | 2 | 1 | 0 | 2 | X | N.D. |
| 7        | Corea del Sud                | 3      | 0 | 0 | 2 | 0 | 0 | 1 | 0 | X | N.D. |

Classifica
| Squadre                      | G | V | P | PF | PS |
| ---------------------------- | - | - | - | -- | -- |
| Canada                       | 7 | 6 | 1 | 52 | 26 |
| Svizzera                     | 7 | 5 | 2 | 45 | 33 |
| Atleti Olimpici dalla Russia | 7 | 4 | 3 | 36 | 44 |
| Norvegia                     | 7 | 4 | 3 | 39 | 43 |
| Cina                         | 7 | 4 | 3 | 47 | 42 |
| Corea del Sud                | 7 | 2 | 5 | 42 | 47 |
| Stati Uniti                  | 7 | 2 | 5 | 37 | 43 |
| Finlandia                    | 7 | 1 | 6 | 35 | 53 |

#### Semifinale
| Squadre     | Finale | 1 | 2 | 3 | 4 | 5 | 6 | 7 | 8 | 9    |
| ----------- | ------ | - | - | - | - | - | - | - | - | ---- |
| Canada      | 8      | 2 | 0 | 0 | 1 | 2 | 0 | 3 | X | N.D. |
| Stati Uniti | 4      | 0 | 1 | 1 | 0 | 0 | 2 | 0 | X | N.D. |

#### Finale
| Squadre  | Finale | 1 | 2 | 3 | 4 | 5 | 6 | 7 | 8 | 9    |
| -------- | ------ | - | - | - | - | - | - | - | - | ---- |
| Canada   | 10     | 2 | 0 | 4 | 0 | 2 | 2 | X | X | N.D. |
| Svizzera | 3      | 0 | 2 | 0 | 1 | 0 | 0 | X | X | N.D. |

## Hockey sul ghiaccio

### Torneo maschile
Il Canada ha diritto a partecipare al torneo maschile di hockey sul ghiaccio in seguito ad aver concluso in prima posizione nel ranking IHHF nel 2016.

#### Fase a gironi
| Pos. | Nazionale     | Pt | G | V | VOT | POT | P | GF | GS | DR  |
| ---- | ------------- | -- | - | - | --- | --- | - | -- | -- | --- |
| 1.   | Rep. Ceca     | 8  | 3 | 2 | 1   | 0   | 0 | 9  | 4  | +5  |
| 2.   | Canada        | 7  | 3 | 2 | 0   | 1   | 0 | 11 | 4  | +7  |
| 3.   | Svizzera      | 3  | 3 | 1 | 0   | 0   | 2 | 10 | 9  | +1  |
| 4.   | Corea del Sud | 0  | 3 | 0 | 0   | 0   | 3 | 1  | 14 | -13 |

| Gangneung 15 febbraio 2018, ore 21:10 UTC+9 | Svizzera                          | 1 – 5 (0-2; 0-2; 1-1) referto | Canada | Centro hockey di Kwandong (2.802 spett.)\| Arbitri: \| Antonin Jerabek Konstantin Olenin \| |
| Arbitri:                                    | Antonin Jerabek Konstantin Olenin |                               |        |                                                                                             |

| Gangneung 17 febbraio 2018, ore 12:10 UTC+9 | Canada                     | 2 – 3 (d.t.s.) (2-1; 0-1; 0-0; 0-0; 0-1) referto | Rep. Ceca | Centro hockey di Gangneung (6.731 spett.)\| Arbitri: \| Roman Gofman Anssi Salonen \| |
| Arbitri:                                    | Roman Gofman Anssi Salonen |                                                  |           |                                                                                       |

| Gangneung 18 febbraio 2018, ore 21:10 UTC+9 | Canada                      | 4 – 0 (1-0; 1-0; 2-0) referto | Corea del Sud | Centro hockey di Gangneung (6.038 spett.)\| Arbitri: \| Jozef Kubuš Daniel Stricker \| |
| Arbitri:                                    | Jozef Kubuš Daniel Stricker |                               |               |                                                                                        |

#### Fase a eliminazione diretta
| Gangneung 21 febbraio 2018, ore 21:10 UTC+9 Quarti di finale | Canada                            | 1 – 0 (0-0; 0-0; 1-0) referto | Finlandia | Centro hockey di Gangneung (2.265 spett.)\| Arbitri: \| Antonin Jerabek Konstantin Olenin \| |
| Arbitri:                                                     | Antonin Jerabek Konstantin Olenin |                               |           |                                                                                              |

| Gangneung 23 febbraio 2018, ore 21:10 UTC+9 Semifinali | Canada                    | 3 – 4 (0-1; 1-3; 2-0) referto | Germania | Centro hockey di Gangneung (4.057 spett.)\| Arbitri: \| Jozef Kubus Timothy Mayer \| |
| Arbitri:                                               | Jozef Kubus Timothy Mayer |                               |          |                                                                                      |

| Gangneung 24 febbraio 2018, ore 21:10 UTC+9 Finale 3º posto | Canada                          | 6 – 4 (1-3; 0-0; 3-3) referto | Rep. Ceca | Centro hockey di Gangneung (4807 spett.)\| Arbitri: \| Timothy Mayer Konstantin Olenin \| |
| Arbitri:                                                    | Timothy Mayer Konstantin Olenin |                               |           |                                                                                           |

### Torneo femminile
Il Canada ha diritto a partecipare al torneo femminile di hockey sul ghiaccio in seguito ad aver concluso in seconda posizione nel ranking IHHF nel 2016.

#### Fase a gironi
| Pos. | Nazionale                    | Pt | G | V | VOT | POT | P | GF | GS | DR  |
| ---- | ---------------------------- | -- | - | - | --- | --- | - | -- | -- | --- |
| 1.   | Canada                       | 9  | 3 | 3 | 0   | 0   | 0 | 11 | 2  | +9  |
| 2.   | Stati Uniti                  | 6  | 3 | 2 | 0   | 0   | 1 | 9  | 3  | +6  |
| 3.   | Finlandia                    | 3  | 3 | 1 | 0   | 0   | 2 | 7  | 8  | -1  |
| 4.   | Atleti Olimpici dalla Russia | 0  | 3 | 0 | 0   | 0   | 3 | 1  | 15 | -14 |

| Gangneung 11 febbraio 2018, ore 21:10 UTC+9 | Canada | 5 – 0 | Atleti Olimpici dalla Russia | Centro hockey di Kwandong |

| Gangneung 13 febbraio 2018, ore 16:40 UTC+9 | Canada | 4 – 1 | Finlandia | Centro hockey di Kwandong |

| Gangneung 15 febbraio 2018, ore 12:10 UTC+9 | Stati Uniti | 1 – 2 | Canada | Centro hockey di Kwandong |

#### Fase a eliminazione diretta
| Gangneung 19 febbraio 2018, ore 21:10 UTC+9 Semifinali | Canada | 5 – 0 | Atleti Olimpici dalla Russia | Centro hockey di Kwandong |

| Gangneung 22 febbraio 2018, ore 13:10 UTC+9 Finale | Canada | 2 – 3 | Stati Uniti | Centro hockey di Gangneung |

## Pattinaggio di figura
Il Canada ha qualificato nel pattinaggio di figura diciassette atleti, otto uomini e nove donne in seguito ai Campionati mondiali di pattinaggio di figura 2017.
| Gara      | Atleta                                  | Programma corto | Programma corto | Programma libero | Programma libero | Totale          | Totale          |
| Gara      | Atleta                                  | Punti           | Posizione       | Punti            | Posizione        | Punti           | Posizione       |
| --------- | --------------------------------------- | --------------- | --------------- | ---------------- | ---------------- | --------------- | --------------- |
| Maschile  | Patrick Chan                            | 90.01           | 6ª              | 173.42           | 8ª               | 263.43          | 9ª              |
| Maschile  | Keegan Messing                          | 85.11           | 10ª             | 170.32           | 12ª              | 255.43          | 12ª             |
| Femminile | Larkyn Austman                          | 51.42           | 25ª             | non qualificata  | non qualificata  | non qualificata | non qualificata |
| Femminile | Gabrielle Daleman                       | 68.90           | 7ª              | 103.56           | 19ª              | 172.46          | 15ª             |
| Femminile | Kaetlyn Osmond                          | 78.87           | 3ª              | 152.15           | 3ª               | 231.02          |                 |
| Coppie    | Meagan Duhamel / Eric Radford           | 76.82           | 3ª              | 153.33           | 2ª               | 230.15          |                 |
| Coppie    | Julianne Seguin / Charlie Bilodeau      | 67.52           | 12ª             | 136.50           | 8ª               | 204.02          | 9ª              |
| Coppie    | Kirsten Moore-Towers / Michael Marinaro | 65.68           | 13ª             | 132.43           | 9ª               | 198.11          | 11ª             |
| Danza     | Tessa Virtue / Scott Moir               | 83.67           | 1ª              | 122.40           | 2ª               | 206.07          |                 |
| Danza     | Piper Gilles / Paul Poirier             | 69.60           | 9ª              | 107.31           | 8ª               | 176.91          | 8ª              |
| Danza     | Kaitlyn Weaver / Andrew Poje            | 74.33           | 8ª              | 107.65           | 7ª               | 181.98          | 7ª              |

Gara a squadre
| Gara   | Atleta                        | Programma corto | Programma corto | Programma libero | Programma libero | Totale | Totale    |
| Gara   | Atleta                        | Punti           | Posizione       | Punti            | Posizione        | Punti  | Posizione |
| ------ | ----------------------------- | --------------- | --------------- | ---------------- | ---------------- | ------ | --------- |
| Uomini | Patrick Chan                  | 8               | 3ª              | 10               | 1ª               | 73     |           |
| Donne  | Kaetlyn Osmond                | 8               | 3ª              | -                | -                | 73     |           |
| Donne  | Gabrielle Daleman             | -               | -               | 8                | 3ª               | 73     |           |
| Coppie | Meagan Duhamel / Eric Radford | 9               | 2ª              | 10               | 1                | 73     |           |
| Danza  | Tessa Virtue / Scott Moir     | 10              | 1ª              | 10               | 1ª               | 73     |           |

## Pattinaggio di velocità

### Uomini
| Gara    | Atleta                | Tempo    | Posizione |
| ------- | --------------------- | -------- | --------- |
| 500 m   | Alex Boisvert-Lacroix | 34"934   | 11º       |
| 500 m   | Laurent Dubreuil      | 35"16    | 18º       |
| 500 m   | Gilmore Junio         | 35"158   | 17º       |
| 1000 m  | Vincent De Haître     | 1'09"79  | 19º       |
| 1000 m  | Laurent Dubreuil      | 1'10"03  | 25º       |
| 1000 m  | Alexandre St-Jean     | 1'09"24  | 11º       |
| 1500 m  | Vincent De Haître     | 1'47"32  | 21º       |
| 1500 m  | Ben Donnelly          | 1'49"68  | 31º       |
| 1500 m  | Denny Morrison        | 1'46"36  | 13º       |
| 5000 m  | Ted-Jan Bloemen       | 6'11"616 |           |
| 10000 m | Jordan Belchos        | 12'59"51 | 5º        |
| 10000 m | Ted-Jan Bloemen       | 12'39"77 |           |

| Gara                   | Atleti                                        | Quarti di finale   | Semifinali      | Finale D              | Pos. |
| Gara                   | Atleti                                        | Avversario         | Avversario      | Avversario            | Pos. |
| ---------------------- | --------------------------------------------- | ------------------ | --------------- | --------------------- | ---- |
| Inseguimento a squadre | Jordan Belchos Ted-Jan Bloemen Denny Morrison | Giappone P 3'41"73 | non qualificati | Stati Uniti V 3'42"16 | 7ª   |

| Gara       | Atleta       | Semifinali | Semifinali | Semifinali | Finale | Finale  | Finale |
| Gara       | Atleta       | Punti      | Tempo      | Pos.       | Punti  | Tempo   | Pos.   |
| ---------- | ------------ | ---------- | ---------- | ---------- | ------ | ------- | ------ |
| Mass start | Olivier Jean | 4          | 8'42"31    | 7º Q       | 0      | 7'49"30 | 14º    |

### Donne
| Gara   | Atleta             | Tempo   | Posizione |
| ------ | ------------------ | ------- | --------- |
| 500 m  | Marsha Hudey       | 37"88   | 10ª       |
| 500 m  | Heather McLean     | 38"29   | 14ª       |
| 1000 m | Kaylin Irvine      | 1'16"90 | 23ª       |
| 1000 m | Heather McLean     | 1'17"25 | 25ª       |
| 1500 m | Kali Christ        | 1'59"42 | 19ª       |
| 1500 m | Josie Morrison     | 1'59"77 | 21ª       |
| 1500 m | Brianne Tutt       | 1'58"77 | 15ª       |
| 3000 m | Ivanie Blondin     | 4'04"14 | 6ª        |
| 3000 m | Brianne Tutt       | 4'13"70 | 20ª       |
| 3000 m | Isabelle Weidemann | 4'04"26 | 7ª        |
| 5000 m | Ivanie Blondin     | 6'59"38 | 5ª        |
| 5000 m | Isabelle Weidemann | 6'59"88 | 6ª        |

| Gara                   | Atleti                                                                     | Quarti di finale   | Semifinali         | Finale B              | Pos. |
| Gara                   | Atleti                                                                     | Avversario         | Avversario         | Avversario            | Pos. |
| ---------------------- | -------------------------------------------------------------------------- | ------------------ | ------------------ | --------------------- | ---- |
| Inseguimento a squadre | Ivanie Blondin Kali Christ Josie Morrison Keri Morrison Isabelle Weidemann | Germania V 2'59"02 | Giappone P 3'01"84 | Stati Uniti P 2'59"72 | 4ª   |

| Gara       | Atleta         | Semifinali | Semifinali | Semifinali | Finale          | Finale          | Finale          |
| Gara       | Atleta         | Punti      | Tempo      | Pos.       | Punti           | Tempo           | Pos.            |
| ---------- | -------------- | ---------- | ---------- | ---------- | --------------- | --------------- | --------------- |
| Mass start | Ivanie Blondin | 1          | 8'53"92    | 10ª        | non qualificata | non qualificata | non qualificata |
| Mass start | Keri Morrison  | 21         | 8'54"25    | 3ª Q       | 0               | 8'41"38         | 12ª             |

## Salto con gli sci
Il Canada ha qualificato nel salto con gli sci due atleti, una donna e un uomo..

### Donne
| Gara               | Atleta         | Primo salto | Primo salto | Primo salto | Secondo salto   | Secondo salto   | Secondo salto   | Punti totali    | Posizione       |
| Gara               | Atleta         | Lunghezza   | Punti       | Pos.        | Lunghezza       | Punti           | Pos.            | Punti totali    | Posizione       |
| ------------------ | -------------- | ----------- | ----------- | ----------- | --------------- | --------------- | --------------- | --------------- | --------------- |
| Trampolino normale | Taylor Henrich | 78,0 m      | 56,5        | 32ª         | non qualificata | non qualificata | non qualificata | non qualificata | non qualificata |

### Uomini
| Gara               | Atleta                | Qualificazioni | Qualificazioni | Qualificazioni | Finale      | Finale      | Finale      | Finale        | Finale        | Finale        | Finale       | Finale    |
| Gara               | Atleta                | Qualificazioni | Qualificazioni | Qualificazioni | Primo salto | Primo salto | Primo salto | Secondo salto | Secondo salto | Secondo salto | Punti totali | Posizione |
| Gara               | Atleta                | Lunghezza      | Punti          | Pos.           | Lunghezza   | Punti       | Pos.        | Lunghezza     | Punti         | Pos.          | Punti totali | Posizione |
| ------------------ | --------------------- | -------------- | -------------- | -------------- | ----------- | ----------- | ----------- | ------------- | ------------- | ------------- | ------------ | --------- |
| Trampolino normale | MacKenzie Boyd-Clowes | 98,0 m         | 114,6          | 23º Q          | 103,5 m     | 111,1       | 18º         | 98,5 m        | 97,0          | 27º           | 208,1        | 26º       |
| Trampolino lungo   | MacKenzie Boyd-Clowes | 124,5 m        | 102,4          | 25º Q          | 127,5 m     | 117,4       | 23º         | 126,0 m       | 117,9         | 20º           | 235,3        | 21º       |

## Sci alpino

### Uomini
| Gara            | Atleta                 | Tempo              | Tempo              | Tempo              | Posizione |
| Gara            | Atleta                 | 1ª manche          | 2ª manche          | Totale             | Posizione |
| --------------- | ---------------------- | ------------------ | ------------------ | ------------------ | --------- |
| Slalom speciale | Phil Brown             | 50"22              | 51"71              | 1'41"94            | 22º       |
| Slalom speciale | Erik Read              | 49"81              | 58"74              | 1'48"55            | 29º       |
| Slalom speciale | Trevor Philp           | 49"95              | DNF                | DNF                | DNF       |
| Slalom gigante  | Phil Brown             | 1'11"30            | 1'10"38            | 2'21"51            | 18º       |
| Slalom gigante  | James Crawford         | 1'11"74            | 1'12"38            | 2'24"12            | 29º       |
| Slalom gigante  | Trevor Philp           | 1'11"13            | 1'11"25            | 2'22"55            | 27º       |
| Slalom gigante  | Erik Read              | 1'10"18            | 1'10"56            | 2'20"74            | 11º       |
| Combinata       | James Crawford         | 1'21"97            | 48"80              | 2'10"77            | 20º       |
| Combinata       | Manuel Osborne-Paradis | DNF                | DNF                | DNF                | DNF       |
| Combinata       | Broderick Thompson     | 1'21"75            | 49"63              | 2'11"38            | 23º       |
| Combinata       | Benjamin Thomsen       | 1'21"36            | DNS                | DNS                | DNS       |
| Gara            | Atleta                 | Tempo unica manche | Tempo unica manche | Tempo unica manche | Posizione |
| Supergigante    | Dustin Cook            | 1'25"23            | 1'25"23            | 1'25"23            | 9º        |
| Supergigante    | James Crawford         | DNF                | DNF                | DNF                | DNF       |
| Supergigante    | Manuel Osborne-Paradis | 1'26"39            | 1'26"39            | 1'26"39            | 22º       |
| Supergigante    | Broderick Thompson     | 1'26"45            | 1'26"45            | 1'26"45            | 23º       |
| Discesa libera  | Dustin Cook            | 1'43"80            | 1'43"80            | 1'43"80            | 32º       |
| Discesa libera  | Manuel Osborne-Paradis | 1'41"89            | 1'41"89            | 1'41"89            | 14º       |
| Discesa libera  | Broderick Thompson     | 1'44"37            | 1'44"37            | 1'44"37            | 35º       |
| Discesa libera  | Benjamin Thomsen       | 1'43"19            | 1'43"19            | 1'43"19            | 28º       |

### Donne
| Gara            | Atleta              | Tempo              | Tempo              | Tempo              | Posizione |
| Gara            | Atleta              | 1ª manche          | 2ª manche          | Totale             | Posizione |
| --------------- | ------------------- | ------------------ | ------------------ | ------------------ | --------- |
| Slalom speciale | Erin Mielzynski     | 51"83              | 49"66              | 1'41"49            | 11ª       |
| Slalom speciale | Roni Remme          | 52"43              | 51"18              | 1'43"61            | 27ª       |
| Slalom speciale | Laurence St-Germain | 50"94              | 50"86              | 1'41"80            | 15ª       |
| Slalom gigante  | Candace Crawford    | 1'14"70            | 1'10"46            | 2'25"16            | 25ª       |
| Slalom gigante  | Valérie Grenier     | 1'15"74            | DNF                | DNF                | DNF       |
| Combinata       | Candace Crawford    | DNF                | DNF                | DNF                | DNF       |
| Combinata       | Valérie Grenier     | 1'41"79            | 41"65              | 2'23"44            | 6ª        |
| Combinata       | Roni Remme          | DNF                | DNF                | DNF                | DNF       |
| Gara            | Atleta              | Tempo unica manche | Tempo unica manche | Tempo unica manche | Posizione |
| Supergigante    | Candace Crawford    | 1'23"69            | 1'23"69            | 1'23"69            | 29ª       |
| Supergigante    | Valérie Grenier     | 1'22"77            | 1'22"77            | 1'22"77            | 23ª       |
| Supergigante    | Roni Remme          | 1'25"90            | 1'25"90            | 1'25"90            | 37ª       |
| Discesa libera  | Candace Crawford    | DNF                | DNF                | DNF                | DNF       |
| Discesa libera  | Valérie Grenier     | 1'42"13            | 1'42"13            | 1'42"13            | 21ª       |
| Discesa libera  | Roni Remme          | 1'42"80            | 1'42"80            | 1'42"80            | 23ª       |

### Misto
| Gara           | Atleti                                                                                 | Ottavi di finale | Quarti di finale | Semifinali      | Finale          |
| -------------- | -------------------------------------------------------------------------------------- | ---------------- | ---------------- | --------------- | --------------- |
| Gara a squadre | Candace Crawford Erin Mielzynski Laurence St-Germain Phil Brown Trevor Philp Erik Read | Francia P 2-2    | non qualificati  | non qualificati | non qualificati |

## Sci di fondo
Il Canada ha qualificato nello sci di fondo un totale di undici atleti, sette uomini e quattro donne.

### Uomini
| Evento                 | Atleta                                                     | Qualificazioni | Qualificazioni | Quarti di finale | Quarti di finale | Semifinali      | Semifinali      | Finale          | Finale          |
| Evento                 | Atleta                                                     | Tempo          | Pos.           | Tempo            | Pos.             | Tempo           | Pos.            | Tempo           | Pos.            |
| ---------------------- | ---------------------------------------------------------- | -------------- | -------------- | ---------------- | ---------------- | --------------- | --------------- | --------------- | --------------- |
| Sprint                 | Jesse Cockney                                              | 3'18"54        | 35º            | non qualificato  | non qualificato  | non qualificato | non qualificato | non qualificato | non qualificato |
| Sprint                 | Alex Harvey                                                | 3'17"95        | 32º            | non qualificato  | non qualificato  | non qualificato | non qualificato | non qualificato | non qualificato |
| Sprint                 | Russell Kennedy                                            | 3'23"37        | 54º            | non qualificato  | non qualificato  | non qualificato | non qualificato | non qualificato | non qualificato |
| Sprint                 | Len Väljas                                                 | 3'17"11        | 26º Q          | 3'10"87          | 3º q             | 3'13"91         | 3º              | non qualificato | non qualificato |
| Sprint a squadre       | Alex Harvey Len Väljas                                     | N.D.           | N.D.           | N.D.             | N.D.             | 16'07"24        | 5º q            | 16'31"86        | 8º              |
| Evento                 | Atleta                                                     | Tempo          | Tempo          | Tempo            | Distacco         | Distacco        | Distacco        | Posizione       | Posizione       |
| 15 km tecnica libera   | Alex Harvey                                                | 34'19"4        | 34'19"4        | 34'19"4          | +35"5            | +35"5           | +35"5           | 7º              | 7º              |
| 15 km tecnica libera   | Knute Johnsgaard                                           | 37'48"5        | 37'48"5        | 37'48"5          | +4'04"6          | +4'04"6         | +4'04"6         | 69º             | 69º             |
| 15 km tecnica libera   | Devon Kershaw                                              | 38'01"5        | 38'01"5        | 38'01"5          | +4'17"6          | +4'17"6         | +4'17"6         | 71º             | 71º             |
| 15 km tecnica libera   | Graeme Killick                                             | 36'23"3        | 36'23"3        | 36'23"3          | +2'39"4          | +2'39"4         | +2'39"4         | 38º             | 38º             |
| 50 km tecnica classica | Alex Harvey                                                | 2h11'05"7      | 2h11'05"7      | 2h11'05"7        | +2'43"6          | +2'43"6         | +2'43"6         | 4º              | 4º              |
| 50 km tecnica classica | Russell Kennedy                                            | 2h25'16"6      | 2h25'16"6      | 2h25'16"6        | +16'54"5         | +16'54"5        | +16'54"5        | 49º             | 49º             |
| 50 km tecnica classica | Devon Kershaw                                              | 2h17'49"4      | 2h17'49"4      | 2h17'49"4        | +9'27"3          | +9'27"3         | +9'27"3         | 26º             | 26º             |
| 50 km tecnica classica | Graeme Killick                                             | 2h18'28"8      | 2h18'28"8      | 2h18'28"8        | +10'06"7         | +10'06"7        | +10'06"7        | 27º             | 27º             |
| Skiathlon              | Alex Harvey                                                | 1h16'53"4      | 1h16'53"4      | 1h16'53"4        | +33"4            | +33"4           | +33"4           | 8º              | 8º              |
| Skiathlon              | Knute Johnsgaard                                           | LAP            | LAP            | LAP              | LAP              | LAP             | LAP             | LAP             | LAP             |
| Skiathlon              | Devon Kershaw                                              | 1h19'55"3      | 1h19'55"3      | 1h19'55"3        | +3'35"3          | +3'35"3         | +3'35"3         | 36º             | 36º             |
| Skiathlon              | Graeme Killick                                             | 1h21'39"6      | 1h21'39"6      | 1h21'39"6        | +5'19"6          | +5'19"6         | +5'19"6         | 45º             | 45º             |
| Staffetta 4x10 km      | Knute Johnsgaard Russell Kennedy Graeme Killick Len Väljas | 1h36'45"9      | 1h36'45"9      | 1h36'45"9        | +3'41"0          | +3'41"0         | +3'41"0         | 9º              | 9º              |

### Donne
| Evento                 | Atleta                                                          | Qualificazioni | Qualificazioni | Quarti di finale | Quarti di finale | Semifinali      | Semifinali      | Finale          | Finale          |
| Evento                 | Atleta                                                          | Tempo          | Pos.           | Tempo            | Pos.             | Tempo           | Pos.            | Tempo           | Pos.            |
| ---------------------- | --------------------------------------------------------------- | -------------- | -------------- | ---------------- | ---------------- | --------------- | --------------- | --------------- | --------------- |
| Sprint                 | Dahria Beatty                                                   | 3'29"77        | 42ª            | non qualificata  | non qualificata  | non qualificata | non qualificata | non qualificata | non qualificata |
| Sprint                 | Cendrine Browne                                                 | 3'34"30        | 51ª            | non qualificata  | non qualificata  | non qualificata | non qualificata | non qualificata | non qualificata |
| Sprint                 | Emily Nishikawa                                                 | 3'26"75        | 34ª            | non qualificata  | non qualificata  | non qualificata | non qualificata | non qualificata | non qualificata |
| Sprint a squadre       | Dahria Beatty Emily Nishikawa                                   | N.D.           | N.D.           | N.D.             | N.D.             | 17'01"54        | 7ª              | non qualificate | non qualificate |
| Evento                 | Atleta                                                          | Tempo          | Tempo          | Tempo            | Distacco         | Distacco        | Distacco        | Posizione       | Posizione       |
| 10 km tecnica libera   | Dahria Beatty                                                   | 27'48"9        | 27'48"9        | 27'48"9          | +2'48"4          | +2'48"4         | +2'48"4         | 37ª             | 37ª             |
| 10 km tecnica libera   | Cendrine Browne                                                 | 28'12"4        | 28'12"4        | 28'12"4          | +3'11"9          | +3'11"9         | +3'11"9         | 43ª             | 43ª             |
| 10 km tecnica libera   | Anne-Marie Comeau                                               | 29'11"3        | 29'11"3        | 29'11"3          | +4'10"8          | +4'10"8         | +4'10"8         | 62ª             | 62ª             |
| 10 km tecnica libera   | Emily Nishikawa                                                 | 27'41"5        | 27'41"5        | 27'41"5          | +2'41"5          | +2'41"5         | +2'41"5         | 32ª             | 32ª             |
| 30 km tecnica classica | Cendrine Browne                                                 | 1h41'23"9      | 1h41'23"9      | 1h41'23"9        | +19'06"3         | +19'06"3        | +19'06"3        | 43ª             | 43ª             |
| 30 km tecnica classica | Anne-Marie Comeau                                               | DNF            | DNF            | DNF              | DNF              | DNF             | DNF             | DNF             | DNF             |
| 30 km tecnica classica | Emily Nishikawa                                                 | 1h34'31"7      | 1h34'31"7      | 1h34'31"7        | +12'14"1         | +12'14"1        | +12'14"1        | 30ª             | 30ª             |
| Skiathlon              | Dahria Beatty                                                   | 46'17"3        | 46'17"3        | 46'17"3          | +5'32"4          | +5'32"4         | +5'32"4         | 52ª             | 52ª             |
| Skiathlon              | Cendrine Browne                                                 | 44'01"9        | 44'01"9        | 44'01"9          | +3'17"0          | +3'17"0         | +3'17"0         | 33ª             | 33ª             |
| Skiathlon              | Anne-Marie Comeau                                               | 45'42"8        | 45'42"8        | 45'42"8          | +4'57"9          | +4'57"9         | +4'57"9         | 48ª             | 48ª             |
| Skiathlon              | Emily Nishikawa                                                 | 45'16"6        | 45'16"6        | 45'16"6          | +4'31"7          | +4'31"7         | +4'31"7         | 44ª             | 44ª             |
| Staffetta 4x5 km       | Dahria Beatty Cendrine Browne Anne-Marie Comeau Emily Nishikawa | 56'14"6        | 56'14"6        | 56'14"6          | +4'50"3          | +4'50"3         | +4'50"3         | 13ª             | 13ª             |

## Sci freestyle
Il Canada ha qualificato nello sci freestyle trenta atleti, sedici uomini e quattordici donne.

### Gobbe
| Atleta                  | Evento    | Qualificazioni | Qualificazioni | Qualificazioni | Qualificazioni | Qualificazioni | Qualificazioni | Qualificazioni | Qualificazioni | Finale | Finale | Finale | Finale    | Finale          | Finale          | Finale          | Finale          | Finale          | Finale          | Finale          | Finale          |
| Atleta                  | Evento    | Run 1          | Run 1          | Run 1          | Run 1          | Run 2          | Run 2          | Run 2          | Run 2          | Run 1  | Run 1  | Run 1  | Run 1     | Run 2           | Run 2           | Run 2           | Run 2           | Run 3           | Run 3           | Run 3           | Run 3           |
| Atleta                  | Evento    | Tempo          | Punti          | Totale         | Posizione      | Tempo          | Punti          | Totale         | Posizione      | Tempo  | Punti  | Totale | Posizione | Tempo           | Punti           | Totale          | Posizione       | Tempo           | Punti           | Totale          | Posizione       |
| ----------------------- | --------- | -------------- | -------------- | -------------- | -------------- | -------------- | -------------- | -------------- | -------------- | ------ | ------ | ------ | --------- | --------------- | --------------- | --------------- | --------------- | --------------- | --------------- | --------------- | --------------- |
| Marc-Antoine Gagnon     | Maschile  | 26"04          | 13,66          | 76,32          | 11º            | 25"40          | 14,51          | 75,88          | 5º Q           | 25"37  | 14,54  | 78,38  | 9º Q      | 25"53           | 14,33           | 77,40           | 6º Q            | 25"30           | 14,64           | 77,02           | 4º              |
| Mikaël Kingsbury        | Maschile  | 23"87          | 16,52          | 86,07          | 1º Q           | Bye            | Bye            | Bye            | Bye            | 24"88  | 15,19  | 81,27  | 4º Q      | 25"10           | 14,90           | 82,19           | 2º Q            | 24"83           | 15,26           | 86,63           |                 |
| Philippe Marquis        | Maschile  | 26"12          | 13,56          | 77,77          | 8º Q           | Bye            | Bye            | Bye            | Bye            | DNF    | DNF    | DNF    | DNF       | non qualificato | non qualificato | non qualificato | non qualificato | non qualificato | non qualificato | non qualificato | non qualificato |
| Chloé Dufour-Lapointe   | Femminile | 30"01          | 14,18          | 69,53          | 13ª            | 29"45          | 14,81          | 68,48          | 8ª Q           | 30"39  | 13,75  | 70,98  | 17ª       | non qualificata | non qualificata | non qualificata | non qualificata | non qualificata | non qualificata | non qualificata | non qualificata |
| Justine Dufour-Lapointe | Femminile | 29"26          | 15,03          | 77,66          | 4ª Q           | Bye            | Bye            | Bye            | Bye            | 29"70  | 14,53  | 79,50  | 1ª Q      | 29"70           | 14,53           | 77,48           | 4ª Q            | 29"54           | 14,71           | 78,56           |                 |
| Andi Naude              | Femminile | 29"10          | 15,21          | 79,60          | 2ª Q           | Bye            | Bye            | Bye            | Bye            | 29"06  | 15,25  | 73,99  | 10ª Q     | 28"98           | 15,34           | 78,78           | 1ª Q            | DNF             | DNF             | DNF             | DNF             |
| Audrey Robichaud        | Femminile | 32"32          | 11,58          | 72,48          | 10ª Q          | Bye            | Bye            | Bye            | Bye            | 32"00  | 11,94  | 74,27  | 8ª Q      | 32"47           | 15,28           | 74,89           | 9ª              | non qualificata | non qualificata | non qualificata | non qualificata |

### Halfpipe
| Atleta              | Evento    | Qualificazioni | Qualificazioni | Qualificazioni | Qualificazioni | Finale          | Finale          | Finale          | Finale          | Finale          |
| Atleta              | Evento    | Run 1          | Run 2          | Migliore       | Posizione      | Run 1           | Run 2           | Run 3           | Migliore        | Posizione       |
| ------------------- | --------- | -------------- | -------------- | -------------- | -------------- | --------------- | --------------- | --------------- | --------------- | --------------- |
| Simon d'Artois      | Maschile  | 66,60          | 40,40          | 66,60          | 13º            | non qualificato | non qualificato | non qualificato | non qualificato | non qualificato |
| Noah Bowman         | Maschile  | 43,00          | 77,20          | 77,20          | 9º Q           | 89,40           | 19,20           | 11,20           | 89,40           | 5º              |
| Mike Riddle         | Maschile  | 6,40           | 82,20          | 82,20          | 7º Q           | 85,40           | 26,00           | 27,40           | 85,40           | 6º              |
| Rosalind Groenewoud | Femminile | 73,20          | 72,80          | 73,20          | 11ª Q          | 70,60           | 67,80           | 66,60           | 70,60           | 10ª             |
| Cassie Sharpe       | Femminile | 93,00          | 93,40          | 93,40          | 1ª Q           | 94,40           | 95,80           | 42,00           | 95,80           |                 |

### Salti
| Atleta           | Evento    | Qualificazioni | Qualificazioni | Qualificazioni | Qualificazioni | Finale          | Finale          | Finale          | Finale          | Finale          | Finale          |
| Atleta           | Evento    | Salto 1        | Salto 1        | Salto 2        | Salto 2        | Salto 1         | Salto 1         | Salto 2         | Salto 2         | Salto 3         | Salto 3         |
| Atleta           | Evento    | Punti          | Posizione      | Punti          | Posizione      | Punti           | Posizione       | Punti           | Posizione       | Punti           | Posizione       |
| ---------------- | --------- | -------------- | -------------- | -------------- | -------------- | --------------- | --------------- | --------------- | --------------- | --------------- | --------------- |
| Lewis Irving     | Maschile  | 87,17          | 21º            | 78,73          | 18º            | non qualificato | non qualificato | non qualificato | non qualificato | non qualificato | non qualificato |
| Olivier Rochon   | Maschile  | 124,34         | 6º QF          | Bye            | Bye            | 125,67          | 4º Q            | 128,05          | 2º Q            | 98,11           | 5º              |
| Catrine Lavallée | Femminile | 73,08          | 16ª            | 71,34          | 13ª            | non qualificata | non qualificata | non qualificata | non qualificata | non qualificata | non qualificata |

### Ski cross
| Atleta                | Evento    | Qualificazioni | Qualificazioni | Ottavi di finale | Quarti di finale | Semifinali      | Finale          |                 |
| Atleta                | Evento    | Tempo          | Posizione      | Ottavi di finale | Quarti di finale | Semifinali      | Finale          |                 |
| --------------------- | --------- | -------------- | -------------- | ---------------- | ---------------- | --------------- | --------------- | --------------- |
| Christopher Del Bosco | Maschile  | 1'48"25        | 31º Q          | DNF              | non qualificato  | non qualificato | non qualificato | non qualificato |
| Kevin Drury           | Maschile  | 1'09"41        | 3º Q           | 1º Q             | 1º Q             | 1º Q            | DNF 4º          |                 |
| Dave Duncan           | Maschile  | 1'10"51        | 26º Q          | 1º Q             | 2º Q             | 4º FB           | 4º              |                 |
| Brady Leman           | Maschile  | 1'09"94        | 8º Q           | 2º Q             | 1º Q             | 1º Q            |                 |                 |
| Kelsey Serwa          | Femminile | 1'13"33        | 2ª Q           | 1ª Q             | 1ª Q             | 2ª Q            |                 |                 |
| India Sherret         | Femminile | 1'15"48        | 11ª Q          | DNF              | non qualificata  | non qualificata | non qualificata | non qualificata |
| Brittany Phelan       | Femminile | 1'13"56        | 3ª Q           | 1ª Q             | 1ª Q             | 1ª Q            |                 |                 |
| Marielle Thompson     | Femminile | 1'13"11        | 1ª Q           | 3ª               | non qualificata  | non qualificata | non qualificata | non qualificata |

### Slopestyle
| Atleta                 | Evento    | Qualificazioni | Qualificazioni | Qualificazioni | Qualificazioni | Finale          | Finale          | Finale          | Finale          | Finale          |
| Atleta                 | Evento    | Run 1          | Run 2          | Migliore       | Posizione      | Run 1           | Run 2           | Run 3           | Migliore        | Posizione       |
| ---------------------- | --------- | -------------- | -------------- | -------------- | -------------- | --------------- | --------------- | --------------- | --------------- | --------------- |
| Alex Beaulieu-Marchand | Maschile  | 48,20          | 94,20          | 94,20          | 3º Q           | 81,60           | 92,40           | 82,40           | 92,40           |                 |
| Alex Bellemare         | Maschile  | 64,20          | 26,20          | 64,20          | 22º            | non qualificato | non qualificato | non qualificato | non qualificato | non qualificato |
| Teal Harle             | Maschile  | 88,00          | 91,20          | 91,20          | 6º Q           | 22,80           | 25,60           | 90,00           | 90,00           | 5º              |
| Evan McEachran         | Maschile  | 74,80          | 87,80          | 87,80          | 11º Q          | 89,40           | 4,40            | 32,60           | 89,40           | 6º              |
| Dara Howell            | Femminile | 12,80          | 32,00          | 32,00          | 21ª            | non qualificata | non qualificata | non qualificata | non qualificata | non qualificata |
| Kim Lamarre            | Femminile | 22,80          | 23,60          | 23,60          | 22ª            | non qualificata | non qualificata | non qualificata | non qualificata | non qualificata |
| Yuki Tsubota           | Femminile | 65,40          | 78,20          | 78,20          | 9ª Q           | 74,40           | 26,40           | 40,40           | 74,40           | 6ª              |

## Short track
Il Canada ha qualificato nello short track un totale di dieci atleti, cinque per genere.

### Uomini
| Gara             | Atleta                                                                      | Batteria | Batteria | Quarto di finale | Quarto di finale | Semifinale      | Semifinale      | Finale          | Finale          |
| Gara             | Atleta                                                                      | Tempo    | Pos.     | Tempo            | Pos.             | Tempo           | Pos.            | Tempo           | Pos.            |
| ---------------- | --------------------------------------------------------------------------- | -------- | -------- | ---------------- | ---------------- | --------------- | --------------- | --------------- | --------------- |
| 500 m            | Samuel Girard                                                               | 40"493   | 1º Q     | 40"477           | 1º Q             | 40"185          | 1º Q            | 39"987          | 4º              |
| 500 m            | Charles Hamelin                                                             | DSQ      | DSQ      | non qualificato  | non qualificato  | non qualificato | non qualificato | non qualificato | non qualificato |
| 1000 m           | Charle Cournoyer                                                            | 1'24"051 | 3º       | non qualificato  | non qualificato  | non qualificato | non qualificato | non qualificato | non qualificato |
| 1000 m           | Samuel Girard                                                               | 1'23"894 | 1º Q     | 1'24"289         | 1º Q             | 1'25"102        | 4º Q            | 1'24"650        |                 |
| 1000 m           | Charles Hamelin                                                             | 1'23"407 | 1º Q     | 1'24"015         | 2º Q             | DSQ             | DSQ             | non qualificato | non qualificato |
| 1500 m           | Pascal Dion                                                                 | 2'16"856 | 5º Q     | N.D.             | N.D.             | 2'12"640        | 3º QB           | 2'26"412        | 3º              |
| 1500 m           | Samuel Girard                                                               | 2'12"923 | 2° Q     | N.D.             | N.D.             | -               | 6º Q            | 2'11"176        | 4º              |
| 1500 m           | Charles Hamelin                                                             | 2'12"130 | 1° Q     | N.D.             | N.D.             | 2'11"124        | 1º Q            | DSQ             | 13º             |
| 5000 m staffetta | Charle Cournoyer Pascal Dion Samuel Girard Charles Hamelin François Hamelin | N.D.     | N.D.     | N.D.             | N.D.             | 6'41"042        | 2ª Q            | 6'32"282        |                 |

### Donne
| Gara             | Atleta                                                                          | Batteria | Batteria | Quarto di finale | Quarto di finale | Semifinale      | Semifinale      | Finale          | Finale          |
| Gara             | Atleta                                                                          | Tempo    | Pos.     | Tempo            | Pos.             | Tempo           | Pos.            | Tempo           | Pos.            |
| ---------------- | ------------------------------------------------------------------------------- | -------- | -------- | ---------------- | ---------------- | --------------- | --------------- | --------------- | --------------- |
| 500 m            | Kim Boutin                                                                      | 43"634   | 1ª Q     | 42"789           | 2ª Q             | 43"234          | 3ª Q            | 43"881          |                 |
| 500 m            | Jamie Macdonald                                                                 | DSQ      | DSQ      | non qualificata  | non qualificata  | non qualificata | non qualificata | non qualificata | non qualificata |
| 500 m            | Marianne St-Gelais                                                              | 43"437   | 1ª Q     | DSQ              | DSQ              | non qualificata | non qualificata | non qualificata | non qualificata |
| 1000 m           | Kim Boutin                                                                      | 1'32"402 | 1ª Q     | 1'30"013         | 1ª Q             | 1'29"065        | 1ª Q            | 1'29"956        |                 |
| 1000 m           | Valérie Maltais                                                                 | 1'30"773 | 2ª Q     | 1'30"131         | 2ª Q             | DSQ             | DSQ             | non qualificata | non qualificata |
| 1000 m           | Marianne St-Gelais                                                              | 1'30"512 | 2ª Q     | 1'30"180         | 3ª               | non qualificata | non qualificata | non qualificata | non qualificata |
| 1500 m           | Kim Boutin                                                                      | 2'21"149 | 2ª Q     | N.D.             | N.D.             | 2'22"799        | 2ª Q            | 2'25"834        |                 |
| 1500 m           | Valérie Maltais                                                                 | 2'29"877 | 3ª Q     | N.D.             | N.D.             | DSQ             | DSQ             | non qualificata | non qualificata |
| 1500 m           | Marianne St-Gelais                                                              | 2'31"274 | 2ª Q     | N.D.             | N.D.             | DSQ             | DSQ             | non qualificata | non qualificata |
| 3000 m staffetta | Kim Boutin Kasandra Bradette Jamie Macdonald Valérie Maltais Marianne St-Gelais | N.D.     | N.D.     | N.D.             | N.D.             | 4'07"627        | 2ª Q            | DSQ             | DSQ             |

## Skeleton
Il Canada ha qualificato nello skeleton un totale di sei atleti, tre uomini e tre donne.
| Gara              | Atleta            | 1ª manche | 2ª manche | 3ª manche | 4ª manche       | Totale  | Posizione |
| ----------------- | ----------------- | --------- | --------- | --------- | --------------- | ------- | --------- |
| Singolo femminile | Jane Channell     | 52"42     | 52"28     | 52"28     | 52"09           | 3'29"07 | 10ª       |
| Singolo femminile | Mirela Rahneva    | 52"48     | 52"33     | 52"06     | 52"65           | 3'29"52 | 12ª       |
| Singolo femminile | Elisabeth Vathje  | 52"45     | 52"01     | 52"37     | 51"82           | 3'28"65 | 9ª        |
| Singolo maschile  | Kevin Boyer       | 51"46     | 51"24     | 51"14     | 51"56           | 3'25"40 | 17º       |
| Singolo maschile  | Dave Greszczyszyn | 51"73     | 51"31     | 51"57     | non qualificato | 2'34"61 | 21º       |
| Singolo maschile  | Barrett Martineau | 51"94     | 51"76     | 51"70     | non qualificato | 2'35"40 | 24º       |

## Slittino
Il Canada ha qualificato nello slittino un totale di otto atleti: tre nel singolo uomini, tre nel singolo donne e due nel doppio, ottenendo così anche l'ammissione nella gara a squadre.
| Gara              | Atleta                                              | 1ª manche            | 2ª manche            | 3ª manche          | 4ª manche | Totale   | Posizione |
| ----------------- | --------------------------------------------------- | -------------------- | -------------------- | ------------------ | --------- | -------- | --------- |
| Singolo femminile | Brooke Apshkrum                                     | 46"834               | 46"839               | 46"905             | 46"983    | 3'07"561 | 13ª       |
| Singolo femminile | Alex Gough                                          | 46"317               | 46"328               | 46"425             | 46"574    | 3'05"644 |           |
| Singolo femminile | Kimberley McRae                                     | 46"339               | 46"449               | 46"480             | 46"610    | 3'05"878 | 5ª        |
| Singolo maschile  | Samuel Edney                                        | 47"862               | 47"755               | 47"759             | 47"645    | 3'11"021 | 6º        |
| Singolo maschile  | Mitchel Malyk                                       | 48"075               | 48"050               | 47"952             | 47"869    | 3'11"946 | 16º       |
| Singolo maschile  | Reid Watts                                          | 47"960               | 47"895               | 47"787             | 47"848    | 3'11"490 | 12º       |
| Gara              | Atleta                                              | 1ª manche            | 1ª manche            | 2ª manche          | 2ª manche | Totale   | Posizione |
| Doppio            | Tristan Walker Justin Snith                         | 46"134               | 46"134               | 46"235             | 46"235    | 1'32"369 | 5º        |
| Gara              | Atleta                                              | 1ª frazione sing. f. | 2ª frazione sing. m. | 3ª frazione doppio | Totale    | Totale   | Posizione |
| Gara a squadre    | Alex Gough Samuel Edney Tristan Walker Justin Snith | 47"099               | 48"820               | 48"953             | 2'24"872  | 2'24"872 |           |

## Snowboard

### Freestyle
Uomini
| Evento     | Atleta            | Qualificazioni | Qualificazioni | Qualificazioni | Qualificazioni | Finale          | Finale          | Finale          | Finale          | Finale          |
| Evento     | Atleta            | Run 1          | Run 2          | Migliore       | Posizione      | Run 1           | Run 2           | Run 3           | Migliore/Totale | Posizione       |
| ---------- | ----------------- | -------------- | -------------- | -------------- | -------------- | --------------- | --------------- | --------------- | --------------- | --------------- |
| Big air    | Mark McMorris     | 89.00          | 95.75          | 95.75          | 3 Q            | 40.50           | JNS             | 32.00           | 72.50           | 10              |
| Big air    | Tyler Nicholson   | 87.25          | 89.25          | 89.25          | 7              | non qualificato | non qualificato | non qualificato | non qualificato | non qualificato |
| Big air    | Maxence Parrot    | 89.25          | 92.50          | 92.50          | 1 Q            | 85.00           | JNS             | 32.75           | 117.75          | 9               |
| Big air    | Sebastien Toutant | 91.00          | 45.00          | 91.00          | 5 Q            | 84.75           | 89.50           | JNS             | 174.25          |                 |
| Halfpipe   | Derek Livingston  | 71.25          | 32.75          | 71.25          | 17             | non qualificato | non qualificato | non qualificato | non qualificato | non qualificato |
| Slopestyle | Mark McMorris     | 83.70          | 86.83          | 86.83          | 2 Q            | 75.30           | 85.20           | 60.68           | 85.20           |                 |
| Slopestyle | Tyler Nicholson   | 17.41          | 79.21          | 79.21          | 5 Q            | 36.18           | 76.41           | 76.15           | 76.41           | 7               |
| Slopestyle | Maxence Parrot    | 83.45          | 87.36          | 87.36          | 1 Q            | 45.13           | 49.48           | 86.00           | 86.00           |                 |
| Slopestyle | Sebastien Toutant | 78.01          | 45.06          | 78.01          | 3 Q            | 33.66           | 57.23           | 61.08           | 61.08           | 11              |

Donne
| Athlete    | Event             | Qualification | Qualification | Qualification | Qualification | Final           | Final           | Final           | Final           | Final           |
| Athlete    | Event             | Run 1         | Run 2         | Migliore      | Posizione     | Run 1           | Run 2           | Run 3           | Migliore/Totale | Posizione       |
| ---------- | ----------------- | ------------- | ------------- | ------------- | ------------- | --------------- | --------------- | --------------- | --------------- | --------------- |
| Big        | Laurie Blouin     | 90.25         | 92.25         | 92.25         | 4 Q           | JNS             | 39.25           | DNS             | 39.25           | 12              |
| Big        | Spencer O'Brien   | 69.50         | 76.75         | 76.75         | 11 Q          | 51.25           | JNS             | 62.00           | 113.25          | 9               |
| Big        | Brooke Voigt      | 67.75         | 32.00         | 67.75         | 17            | non qualificata | non qualificata | non qualificata | non qualificata | non qualificata |
| Halfpipe   | Elizabeth Hosking | 25.25         | 36.75         | 36.75         | 19            | non qualificata | non qualificata | non qualificata | non qualificata | non qualificata |
| Halfpipe   | Calynn Irwin      | 23.25         | 16.25         | 23.25         | 23            | non qualificata | non qualificata | non qualificata | non qualificata | non qualificata |
| Halfpipe   | Mercedes Nicoll   | 50.00         | 48.00         | 50.00         | 18            | non qualificata | non qualificata | non qualificata | non qualificata | non qualificata |
| Slopestyle | Laurie Blouin     | CAN           | CAN           | CAN           | CAN           | 49.16           | 76.33           | CAN             | 76.33           |                 |
| Slopestyle | Spencer O'Brien   | CAN           | CAN           | CAN           | CAN           | 26.43           | 36.45           | CAN             | 36.45           | 22              |
| Slopestyle | Brooke Voigt      | CAN           | CAN           | CAN           | CAN           | 24.36           | 36.61           | CAN             | 36.61           | 21              |

### Parallelo
| Atleta                            | Evento             | Qualificazioni | Qualificazioni | Ottavo di finale | Quarto di finale | Semifinale      | Finale          |                 |
| Atleta                            | Evento             | Tempo          | Posizione      | Avversario       | Avversario       | Avversario      | Avversario      |                 |
| --------------------------------- | ------------------ | -------------- | -------------- | ---------------- | ---------------- | --------------- | --------------- | --------------- |
| Slalom gigante parallelo maschile | Jasey-Jay Anderson | 1'26"76        | 24             | non qualificato  | non qualificato  | non qualificato | non qualificato | non qualificato |
| Slalom gigante parallelo maschile | Darren Gardner     | 1'26"94        | 28             | non qualificato  | non qualificato  | non qualificato | non qualificato | non qualificato |

### Cross
| Gara                      | Atleta               | Qualificazioni | Qualificazioni | Ottavo di finale | Quarto di finale | Semifinale      | Finale          |
| Gara                      | Atleta               | Tempo          | Posizione      | Ottavo di finale | Quarto di finale | Semifinale      | Finale          |
| ------------------------- | -------------------- | -------------- | -------------- | ---------------- | ---------------- | --------------- | --------------- |
| Snowboard cross maschile  | Baptiste Brochu      | DNS            | DNS            | non qualificato  | non qualificato  | non qualificato | non qualificato |
| Snowboard cross maschile  | Éliot Grondin        | 1'15"93        | 34º Q          | DNF              | non qualificato  | non qualificato | non qualificato |
| Snowboard cross maschile  | Kevin Hill           | 1'14"24        | 8º Q           | 2º Q             | 4º               | non qualificato | non qualificato |
| Snowboard cross maschile  | Christopher Robanske | 1'14"35        | 11º Q          | 2º Q             | 3º Q             | DNF             | non qualificato |
| Snowboard cross femminile | Zoe Bergermann       | 1'18"65        | 13ª Q          | N.D.             | DNF              | non qualificata | non qualificata |
| Snowboard cross femminile | Carle Brenneman      | 1'20"89        | 18ª Q          | N.D.             | 4ª               | non qualificata | non qualificata |
| Snowboard cross femminile | Tess Critchlow       | 1'21"39        | 20ª Q          | N.D.             | 2ª Q             | 4ª QB           | 3ª              |
| Snowboard cross femminile | Meryeta O'Dine       | DNS            | DNS            | non qualificata  | non qualificata  | non qualificata | non qualificata |